# Bobby Jarzombek
Bobby Jarzombek est un batteur américain né le 4 septembre 1963 à San Antonio (Texas, USA). Il est le frère du guitariste Ron Jarzombek.

## Biographie
Bobby Jarzombek enregistre d'abord deux albums avec Juggernaut (Baptism Under Fire en 1986 ; Trouble Within en 1987) . Puis il intègre le célèbre groupe Riot dès 1988. Avec eux, il enregistre 8 albums studio et participe à leur tournée au Japon (Riot In Japan - Live!!, 1992).
Avec son frère Ron (Watchtower) et le bassiste Pete Perez (Riot), Jarzombek fonde Spastic Ink (en) en 1993. Ils sortent les albums Ink Complete en 1997 et Ink Compatible en 2004.
Au milieu des années 2000, Jarzombek rejoint le chanteur Sebastian Bach sur son projet solo. Leur collaboration prend forme dès 2007 avec l'album Angel Down. Le batteur est également membre du groupe Arch/Matheos depuis leur premier album (Sympathetic Resonance, 2011).

## Matériel utilisé
Bobby Jarzombek joue actuellement sur une batterie Drum Workshop (DW) et des cymbales Paiste.